# Euphorbia waringiae
Euphorbia waringiae es una especie de fanerógama perteneciente a la familia de las euforbiáceas. Es endémica de Madagascar. Su hábitat natural son los bosques secos y matorrales subtropicales o tropicales. Está considerada en peligro de extinción por la pérdida de hábitat. 

## Descripción
Es un arbusto que se encuentra en el suroeste de Madagascar en la Provincia de Toliara, en el fondo de las montañas cerca de Esomony. Se ubica debajo de arbustos, en las piedras de tierra roja.

## Taxonomía
Euphorbia waringiae fue descrita por Rauh & Gerold y publicado en Succulentes (France) 21(2): 6–7, ph. 1–10. 1998.
Etimología
Ver: Euphorbia
waringiae: epíteto otorgado en honor de la madre de Raymond Gerold, comerciante y recolector de plantas en Madagascar y coautor de la especie.